# Antonella D'Agostino

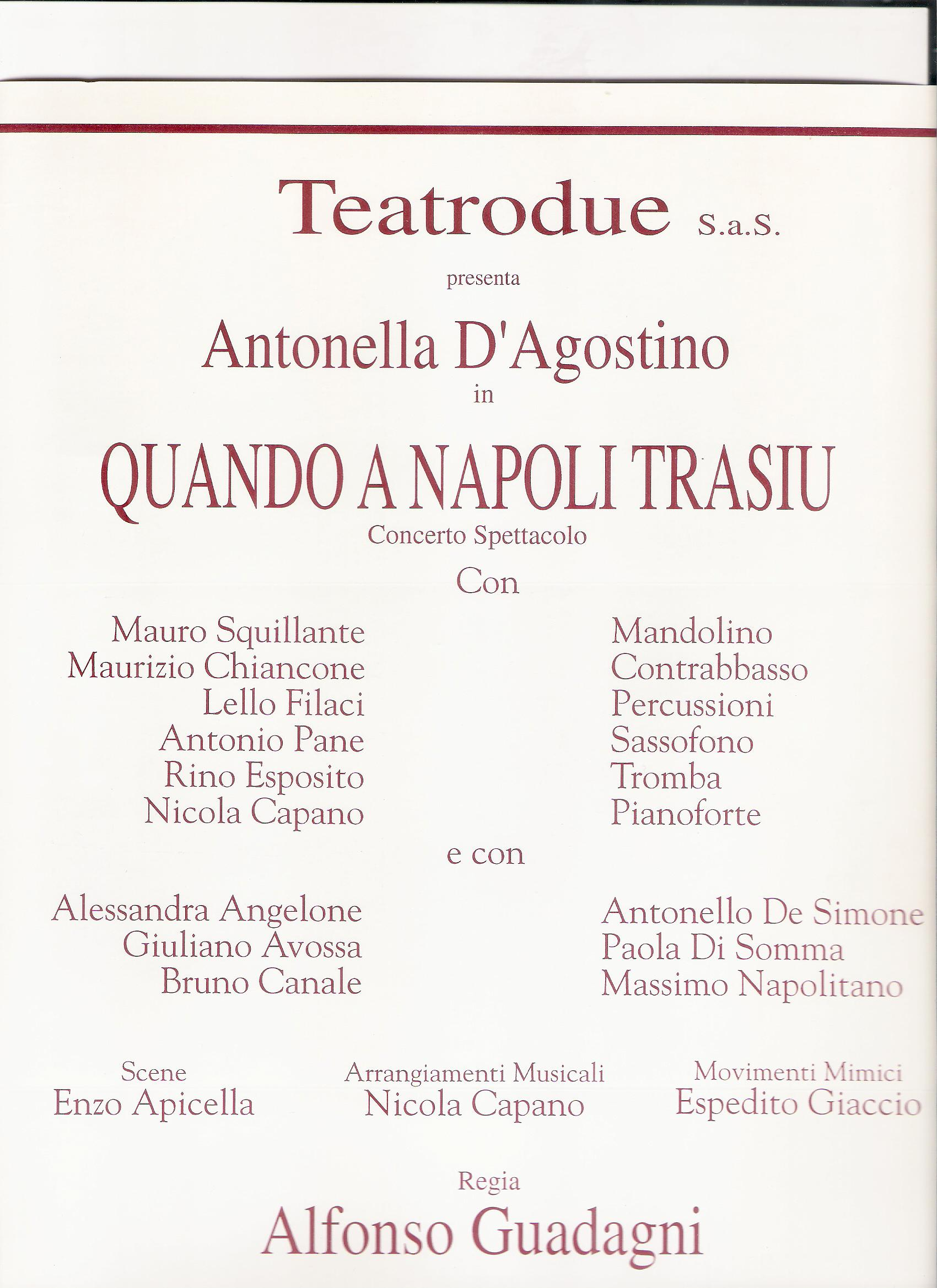
Locandina dello spettacolo "Quando a Napoli trasiu" (1994)

Antonella D'Agostino, talvolta indicata semplicemente come Antonella (Castrovillari, 20 ottobre 1943), è una cantante e attrice italiana.

## Biografia
Trasferitasi con la famiglia a Napoli, inizia giovanissima a studiare canto con il maestro Mino Campanino, e nel 1962 partecipa allo spettacolo musicale Festival dei Festivals, presentato da Corrado, con la canzone 'O destino.
Dopo aver preso parte alla seconda edizione del concorso Pulcinella d'oro, nel 1963, (nello stesso anno sono in gara anche Tony Astarita, Mario Merola e Gloriana) con le canzoni 'O peruviano e Rinuncia, ottiene un contratto discografico con la Primary, casa discografica di proprietà di Giovanni Battista Ansoldi, che la fa debuttare con il solo prenome Antonella, nell'esecuzione di una canzone scritta dal maestro Elio Isola, Bene ca va (e ca vene). Partecipa alla trasmissione televisiva Gran Premio, come rappresentante della Calabria, e debutta a teatro nello spettacolo Appuntamento a Napoli di Ettore De Mura.
Nel 1965 partecipa al programma televisivo Il guarracino, interpretando Malinconico autunno, successo di Marisa Del Frate, e l'anno successivo gareggia al Festival di Napoli 1966 con Canzone senza fine, in abbinamento con Nino Fiore.
Dopo altri 45 giri cambia casa discografica e passa alla Zeus nel 1968, pubblicando il suo primo album, arrangiato da Roberto De Simone, con sette classici napoletani e sette brani tradizionali calabresi. Nelle incisioni successive si avvicina al folk dialettale.
Nel 1975 collabora con Sergio Bruni nello spettacolo teatrale Napoli questa terra mia. Nel 1976 partecipa all'opera teatrale La gatta Cenerentola di Roberto De Simone, esibendosi in tutto il mondo, ed al relativo disco realizzato dalla Nuova Compagnia di Canto Popolare, in cui canta nei brani Jesce sole, Madrigale e Canto delle lavandaie del Vomero. Nel 1979 allestisce lo spettacolo Il requiem, per ricordare Pier Paolo Pasolini.
Negli anni successivi partecipa ad alcuni programmi radiofonici, oltre che continuare l'attività discografica e concertistica. Nel 1983 recita in Scherzo del destino in agguato dietro l'angolo come un brigante da strada di Lina Wertmüller. Nel 1984 gareggia con Palomma 'e notte, alla seconda edizione di Napoli prima e dopo, manifestazione alla quale sarebbe ritornata l'anno successivo con Guapparia e successivamente nel 1988, nel 1990 e nel 2004.
Collabora nuovamente con Roberto De Simone per il musical I suoni e le parole del Nanianà, con il gruppo Mediaetas. Nel 1992 presenta il suo album Miraggi d'ammore, con alcuni classici napoletani (tra cui Bammenella di Raffaele Viviani) al Maurizio Costanzo Show.
Nel 1994 è protagonista dello spettacolo autobiografico Quando a Napoli trasiu, con la regia di Alfonso Guadagni, in cui ripercorre musicalmente le tappe della sua carriera artistica. Dalle suggestive sonorità della sua terra natia, la Calabria, alle sue esperienze con la canzone napoletana fino all'incontro con Roberto De Simone. Lo spettacolo alternava momenti musicali a scene mimate e recitate da un gruppo di giovani attori (Bruno Canale, Alessandra Angelone, Paola Di Somma, Antonello De Simone, Giuliano Avossa, Massimo Napolitano) dell'università dello Spettacolo di Napoli, diretta da Ernesto Calindri. Ritorna in teatro nel musical Masaniello, con Barbara Cola e Gigi Finizio, nel 1996, e l'anno successivo con Libera me Dominae, nuovamente dedicato a Pasolini.
Continua l'attività anche nel decennio successivo, sia discograficamente che dal vivo.

## Discografia

### Album
- 1968 – Antonella (Zeus)
- 1975 – Facciti alla finestra (Ata, DZSATA 55585)
- 1977 – Corri (Gulp!)
- 1992 – Miraggi d'ammore (Kikko Record, K 001 92)

### Singoli
- 1963 – Bene ca va (e ca vene)/Vicino a te (Primary, CRA 91923)
- 1963 – Che t'aggia di'/Quando staje cu mme! (Primary, CRA 91924)
- 1966 – Non parliamone/Se saprò (Primary, CRA 91952)
- 1966 – Canzone senza fine/'Na fronna gialla (Primary, CRA 91957)
- 1977 – Corri/Pioggia tra le mani (Gulp!, SIK 9060)